# Ulpian z Emesy
Ulpian z Emesy w Syrii – retor z czasów Konstantyna Wielkiego, autor licznych dzieł gramatycznych i retorycznych, m.in. scholiów do Demostenesa.